# ヨウ化スズ(II)
ヨウ化スズ(II)（ヨウかスズ、英tin(II) iodide）は2価のスズのヨウ化物で、化学式SnI2で表される無機化合物。

## 製法
スズを沸騰させた濃厚ヨウ化水素酸に溶かして熱し、冷却して得られた結晶をアルコールで再結晶化させ、無水リン酸を入れた真空デシケーターで乾燥させる方法と、塩化スズ(II)の濃厚溶液とヨウ化カリウムの濃厚溶液を反応させる方法がある。
{\displaystyle {\ce {Sn\ + 2HI -> SnI2\ + H2}}}
{\displaystyle {\ce {SnCl2\ + 2KI -> SnI2\ + 2KCl}}}
またX線構造解析用の結晶を得るには2mol/dm3の塩酸にヨウ素を飽和させ、金属スズを加えて加熱還流して冷却することにより結晶を析出させるのがよい。
{\displaystyle {\ce {Sn\ + HClI2 -> SnI2\ + HCl}}}

## 性質
赤い結晶で、水にはわずかしか溶けないが、加熱するとクロロホルムや二硫化炭素、ベンゼンに溶ける。
アンモニアと種々の組成の錯体を形成し、ヨウ化アルカリと複塩,三ヨウ化スズカリウムKSnI3を形成する。